# تپه امامزاده ذوالفقار گرمسار
تپه امامزاده ذوالفقار گرمسار مربوط به دوران پیش از تاریخ ایران باستان - دوران‌های تاریخی پس از اسلام است و در شهرستان آرادان، روستای امامزاده ذوالفقار واقع شده و این اثر در تاریخ ۲۵ خرداد ۱۳۸۱ با شمارهٔ ثبت ۵۸۱۸ به‌عنوان یکی از آثار ملی ایران به ثبت رسیده است. در سال 1293 مسیو چرچیل[1] از طرف وزیر مختار انگلیس با استخدام 2 نفر یهودی و تعدادی از افراد محلی اقدام به حفاری در این محل می نمایند که  «منشی زاده»، امین مالیه خوار از اقدامات وی جلوگیری می کند (یزدانی، مرضیه، 1380 : 40). علیرغم تهدیدات وزیرمختار انگلیس مبنی بر حفاری در تپه یادشده، مالیه خوار در مقابل خواسته وی تسلیم نمی شود. لیکن پس از مدتی به دستور وزارت داخله، عوامل مسیو چرچیل اجازه می یابد که به حفاری خود ادامه دهند (یزدانی، مرضیه، 1380 : 41 و47). در حفاری های انجام شده توسط عوامل وزیر مختار انگلیس، تعداد زیادی عتیقه‌ از جمله کاسه و بشقاب چینی، دسته هاون و اشیای آنتیک توسط حفاران مذکور از تپه امامزاده ذوالفقار کشف و از محل خارج شد.
[1] -منشی و مترجم شرقیِ سفارت انگلیس در ایران